# Albert Brooks
Albert Brooks, ursprungligen Albert Lawrence Einstein, född 22 juli 1947 i Beverly Hills, Los Angeles, Kalifornien, är en amerikansk skådespelare och regissör. Brooks medverkade i Saturday Night Live under 70-talet. Han har gästat Simpsons ett flertal gånger som olika engångs karaktärer men han har även spelat egna återkommande karaktärer som Hank Scorpio, Jacques Brunswick, Cowboy Bob, Brad Goodman och Tab Spangler.
Han blev Oscarsnominerad för bästa manliga biroll i Broadcast News – nyhetsfeber (1987).

## Filmografi i urval
- 1976 – Taxi Driver
- 1979 – Real Life
- 1980 – Tjejen som gjorde lumpen
- 1981 – Modern Romance
- 1983 – Twilight Zone - på gränsen till det okända
- 1983 – Mannen som visste för lite
- 1985 – Lost in America
- 1987 – Broadcast News – nyhetsfeber
- 1991 – Himlen tur eller retur?
- 1994 – The Scout
- 1994 – Inget att förlora
- 1996 – Mamma
- 1997 – Critical Care
- 1998 – Out of Sight
- 1999 – Drömfabriken
- 2001 – My First Mister
- 2003 – The In-laws
- 2003 – Hitta Nemo
- 2006 – Looking for Comedy in the Muslim World
- 2007 – The Simpsons: Filmen
- 2011 – Drive
- 2012 – This Is 40
- 2015 – Concussion
- 2015 – Den lille prinsen
- 2016 – Hitta Doris
- 2025 – Ella McCay